# The Pest (film 1922)
The Pest è un cortometraggio muto del 1922, diretto da Jess Robbins con Stan Laurel, prodotto da Broncho Billy.

## Trama
Jimmy è uno sfortunato venditore di libri porta a porta, che non riesce a fare un soldo. A ogni casa viene sempre cacciato malamente, finché non giunge a una casa con un pitbull che lo aggredisce. Jimmy si traveste da cane gigante per spaventarli, ma viene acciuffato dall'accalappiacani, e portato in tribunale. Uscito indenne per incapacità di intendere, Jimmy va in una casa dove una povera ragazza sta per essere cacciata dall'affittacamere, e fugge con lei.

## Produzione
Il film fu prodotto da Broncho Billy per la Quality Film Productions con il titolo di lavorazione The Booklegger.

## Distribuzione
Il cortometraggio uscì nelle sale il 4 dicembre 1922, distribuito dalla Metro Pictures Corporation.